# Ben Jones (Footballspieler)
Ben Jones (* 2. Juli 1989 in Centreville, Alabama) ist ein ehemaliger US-amerikanischer American-Football-Spieler in der National Football League (NFL). Er spielte als Center für die Houston Texans und die Tennessee Titans.

## College
Jones besuchte die University of Georgia und spielte für deren Mannschaft, die Bulldogs, erfolgreich College Football, wobei er insgesamt 49 Spiele bestritt.

## NFL

### Houston Texans
Im NFL Draft 2012 wurde er in der vierten Runde als insgesamt 99. von den Houston Texans ausgewählt. Er wurde eigentlich als Center verpflichtet, aber in seiner Rookie-Saison zum Right Guard umfunktioniert. Auf dieser Position kam er in zehn Partien sogar als Starter zum Einsatz. Auch in den folgenden beiden Saisons lief er als Guard auf, 2015 wurde er als Center eingesetzt.

### Tennessee Titans
Am 9. März 2016 unterschrieb er bei den Tennessee Titans einen Vierjahresvertrag. Nach Ablauf seines Vertrages unterschrieb er am 15. März einen neuen Zweijahresvertrag über 14 Millionen US-Dollar. Er bestritt in sieben Jahren 108 Spiele für Tennessee. Am 10. März 2023 wurde Jones von den Titans entlassen.